# Paintball

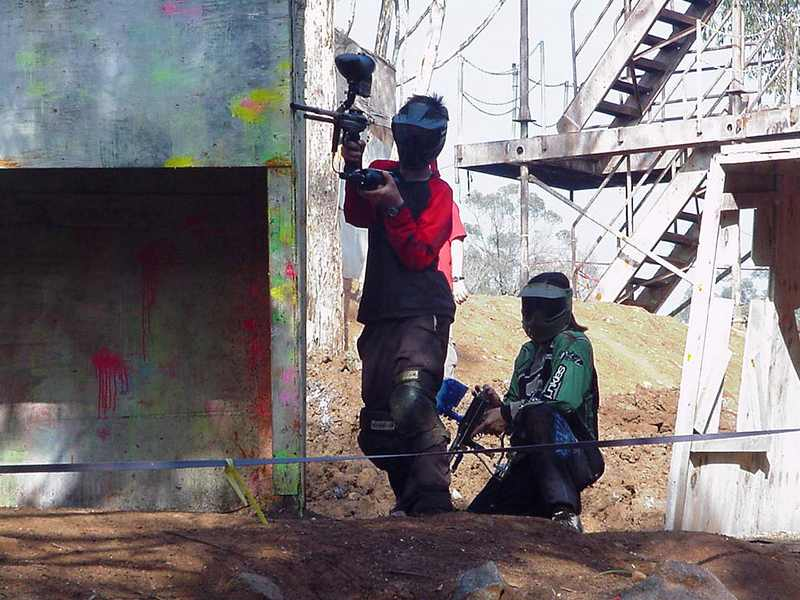
Twee paintballspelers

Paintball is een sport die ontstaan is in de Verenigde Staten, waar het voor het eerst gespeeld werd in de jaren 1980. Het is de bedoeling dat men elkaar beschiet met verfballetjes (gevuld met een onschadelijk gelatine-kleurstoffenmengsel).
In 1970 gebruikte James Hale van Daisy Manufacturing voor het eerst een geweer als paintballgeweer. Dit geweer was ontwikkeld voor boeren om bomen en vee te markeren. Ook bij de paintballsport wordt het geweer 'marker' genoemd. Het eerste paintballspel werd in New Hampshire gespeeld in 1981 door Bod Gurnsey, Hayes Noel en Charles Gaines.
De kracht achter de balletjes is niet gering, vooral vanaf korte afstand. Een schot op het lichaam kan pijnlijk zijn. Niet zelden heeft een speler een blauwe plek na het schot. Een schot op het hoofd kan zelfs ernstige verwondingen veroorzaken, vooral van dichtbij. Daarom zijn gelaatsmaskers verplicht bij paintball.

## Speltypen
Er bestaan spellen voor zowel de recreatieve als de professionele gebruiker.
- Total Elimination/Team Deathmatch/Last Man Standing: Dit is veruit het meest gespeelde spel bij paintball. Het spel bestaat uit twee groepen die elkaar proberen uit te schakelen door ieder lid van de tegenpartij af te schieten.
- Capture the Flag: In beide kampen wordt een vlag gelegd. De doelstelling van dit spel is om de vlag van de tegenpartij te veroveren en in het kamp te brengen. De partij die als eerste de vlag van de tegenpartij in het eigen kamp weet te brengen is de winnaar.
- Central Flag: In het midden van het speelveld is een vlag verstopt. Beide partijen trachten de vlag zo spoedig mogelijk te lokaliseren en te veroveren. Ook in dit geval is de partij die als eerste de vlag binnenbrengt de winnaar.
- Presidentenspel: Ieder team heeft een president. Als de president 'out' is, dan is het spel afgelopen. Dit is een tactisch spel, omdat het doel is om de president of VIP te beschermen.
- AU-game: Lijkt op de variant Total Elimination/Team Deathmatch, maar een speler is niet uitgeschakeld nadat hij geraakt is. Pas wanneer een speler 'Au' roept is hij uitgeschakeld. Het team waarvan de laatste speler overblijft is het winnende team.
- Free-For-All: Dit speltype is in principe gelijk aan Total Elimination/Team Deathmatch. Het verschil is dat iedereen ieder voor zich speelt en niet in teamverband zoals in het andere speltype.

## Spelsoorten
- Sup'air: ieder team heeft 7, 5, 3 en soms ook 1 speler(s). Het veld is gevuld met opblaasbare kussens, de vormen ervan zijn verschillend in spiegelbeeld; je hebt driehoeken (dorito's) en lange balken met blokken er tussen (snake). Voor sup'air zijn elektronische wapens (markers) noodzakelijk.

- Woods: dit is de meest gespeelde variant van paintball. Andere benamingen zijn onder andere: Mil-sim, Scenario gaming.

Dit speelt zich hoofdzakelijk in bossen af, maar kan ook in stedelijke omgevingen gedaan worden. Er wordt vaak zo realistisch mogelijk gespeeld. In "woods" wordt vooral gespeeld met mechanische paintballmarkers, maar het kan net zo goed met elektronische markers.

## Type markers (wapens)
Er zijn 2 soorten markers of wapens, elektronische en mechanische.
- Elektronische markers: elektronische markers hebben als voordeel dat ze meestal veel meer ballen in korte tijd schieten, tot ongeveer 30 ballen per seconde (magazijn boven op de marker). De tijd is vaak gelimiteerd door de hopper. Op de meeste toernooien is de limiet echter 15 ballen per seconde en sinds seizoen 2009 is het in Europa (Millennium Series) 12 ballen per seconde. Deze markers hebben dan ook een chip in de grip zitten die je kunt instellen op ramping of semi. Semi bestaat eruit dat je bij elke tik op de trekker een bal wegschiet. Ramping is half semi en half volautomatisch b.v. bij 4 keer schieten per seconde gaat de marker over op volautomatisch met het ingestelde aantal ballen per seconde. Er bestaat ook de mogelijkheid tot automatisch, maar de schietmogelijkheden zijn afhankelijk van de chip die in de marker zit. Deze marker heeft meestal ruimte voor twee vingers en kan dus twee keer zo snel schieten doordat men beide vingers kan gebruiken. Bij elektronische is het niet de trekker maar de chip die schiet.

- Mechanische markers: mechanische markers schieten meestal niet zo snel doordat ze maar een trekker hebben voor één vinger. Mechanische markers zijn niet computergestuurd, dus zonder chip. In mechanische markers zitten meer bewegende delen. Sommige mechanische markers hebben een responsive trigger of een E-grip waardoor dezelfde fire rates te behalen zijn als met een elektromarker. Het grote verschil is dat de mechanische markers vaak zwaarder zijn en iets minder zuiver schieten dan de elektromarkers.

## De paintball-ballen
De ballen zijn gemaakt van gelatine. Dit wordt ook gebruikt voor omhulsels van capsules (pillen). De eigenschappen hiervan zijn dat het oplost als het in aanraking komt met water. De ballen moeten daarom droog bewaard worden. Zachte ballen zullen snel kapot gaan in de loop. Er staat namelijk wel 60 bar op zo'n CO2-patroon. Binnenin zit een vloeistof die ook gemaakt is van gelatine, waarbij een kleurstofje is toegevoegd. De ballen zijn biologisch afbreekbaar. De ballen hebben een diameter van ongeveer een centimeter (kaliber .43), of 1,73 centimeter (kaliber .68).

## Lucht - CO2/ HP (fles)
Markers gebruiken lucht of een ander gas onder hoge druk, om de paintballs weg te schieten.
- CO2 (koolstofdioxide): De mechanische wapens maken over het algemeen gebruik van een CO2-fles. CO2 heeft als nadeel dat het uitzet bij gebruik en de druk snel afneemt. De marker kan behoorlijk koud aanvoelen na een leg. O-ringen in de marker vinden dit niet echt fijn en zullen dus vaker moeten worden vervangen. Daarnaast heeft de omgevingstemperatuur invloed op de druk in een CO2-fles. Tevens kan bij koud weer het probleem van bevriezing ontstaan.

- HP: HP (high pressure, lucht of stikstof onder hoge druk) is een alternatief voor CO2. Ook hier zijn weer varianten in te vinden, zoals 200 bar of 300 bar. Het voordeel van HP is dat men meer mee kan nemen, dat het stabiel is bij heftig gebruik en men geen last heeft van de omgevingstemperatuur. Daarnaast schiet het een stuk zuiverder. Het nadeel hiervan is dat men een compressor nodig heeft of een grote duikfles om te vullen.

- propaan: dit gas zorgt door ontbranding voor een extra hoge druk.

## Wetgeving rond het paintballen
Volgens de Nederlandse wet is paintballen alleen toegestaan voor personen van 18 jaar en ouder. Dit is vanwege de wapens die bij het spel gebruikt worden. Volgens de Nederlandse wapenwet vallen wapens die werken op lucht- of gasdruk in de categorie IV. Voor het bezitten van dit soort wapens uit deze categorie is weliswaar geen wapenvergunning nodig, maar ze mogen niet gebruikt worden door noch in het bezit zijn van minderjarigen (buiten huiselijk gebruik). Het wordt aangeraden om de marker gedemonteerd te vervoeren en op locatie in elkaar te zetten.